# Марущак Михайло
Михайло Марущак, (нар. 1892, с.Великий Бичків, Тячівський район, Закарпатська область — пом. 28 вересня 1966, там же) — український політичний діяч, депутат Сойму Карпатської України.

## Життєпис

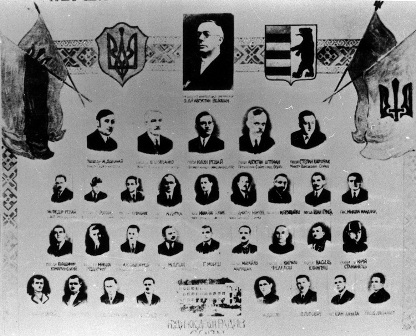
Посли Сойму Карпатської України.
По центру: Президент Карпатської України о. Августин Волошин; Перший ряд зліва направо: Микола Долинай, Юлій Бращайко, Юліян Ревай, Августин Штефан, Степан Клочурак; Другий ряд: Федір Ревай, Степан Росоха, Леонід Романюк, Августин Дутка, Михайло Тулик, Дмитро Німчук, Михайло Бращайко, Іван Грига, Микола Мандзюк; Третій ряд: Володимир Комаринський, Микола Різдорфер, Антон Ернест Олдофреді, Мілош Дрбал, Григорій Мойш, Михайло Марущак, Кирило Феделеш, Василь Климпуш, о. Юрій Станинець; Четвертий ряд: Василь Щобей, Іван Ігнатко, Юрій Пазуханич, Іван Перевузник, Адальберт Довбак, Петро Попович, Іван Качала, Василь Лацанич

Народився 1892 р. у с. Великому Бичкові Рахівського району в родині хлібороба. Навчався в народній школі, закінчив лише чотири класи.
У період Першої світової війни був мобілізований до австро-угорської армії, відправлений на східний фронт, потрапив у російський полон. Після війни повернувся додому, де незабаром була встановлена влада новоствореної Чехословацької республіки.
18 грудня 1920 року став співзасновником хати-читальні осередку «Просвіта» у своєму селі, а у 1923 очолює осередок. Бере участь у хорі та драматичному гуртку. Відомий театральний діяч Юрій Шерегій назвав Михайла Марущака «визначним патріотом, аматором і співаком». 1933 р. він грав головну роль у п'єсі С. Білої «Діти Агасфери», брав участь і в інших виставах, які ставили у сусідніх селах.
1 вересня 1933 року за його сприяння відкрито горожанську школу.
Михайло Марущак входив також до місцевої організації українського крила Аграрної партії, яку очолював відомий діяч Гуцульщини Степан Клочурак.
Долучився до організації будівництва приміщення для «Просвіти», православної церкви, місцевого осередку кооперативу. 1937 році був учасником Всепросвітянського з'їзду в Ужгороді.
Помітною була його робота в час існування автономного уряду Підкарпатської Русі — Карпатської України. Він улаштовував збори і маніфестації під синьо-жовтими прапорами, на яких виступали достойники Карпатської України, став членом проводу Українського національного об'єднання. 12 лютого 1939 р. Михайла Марущака обрали до Сойму Карпатської України, і 15 березня 1939 р. він брав участь у його засіданнях.
Після угорської окупації був арештований і побитий у Тячеві угорськими жандармами. Звідси його перевели до гімнастичної зали Великобичківської горожанської школи, де знущалися з учасників Карпатської України. Як згадують односельці, його вдалося викупити і звільнити з-під варти колишньому нотарю.
Був одружений з Василиною Савчук. Мав єдину доньку Ганну, яка померла 1941 р.
Після цього відійшов від політичної і громадської діяльності. Помер 28 вересня 1966 року у Великому Бичкові, похований на місцевому сільському цвинтарі.